# Nemesia denticulata
Nemesia denticulata är en flenörtsväxtart som först beskrevs av George Bentham, och fick sitt nu gällande namn av James Augustus Grant och Henry Georges Fourcade. Nemesia denticulata ingår i släktet nemesior, och familjen flenörtsväxter. Inga underarter finns listade i Catalogue of Life.